# أرماند رينو
أرماند رينو (بالفرنسية: Armand Renaud)‏ هو كاتب وشاعر فرنسي، ولد في 29 يوليو 1836 في فرساي في فرنسا، وتوفي في 15 أكتوبر 1895 في باريس في فرنسا.

## وصلات خارجية
- أرماند رينو على موقع ميوزك برينز (الإنجليزية)